# Пальмировка
Пальми́ровка (укр. Пальмирівка) — село,
Пальмировский сельский совет,
Пятихатский район,
Днепропетровская область,
Украина.
Код КОАТУУ — 1224584801. Население по переписи 2001 года составляло 514 человек.
Является административным центром Пальмировского сельского совета, в который, кроме того, входят сёла
Весёлый Подол,
Дмитровка,
Желтоалександровка,
Красный Луг,
Нововасилевка,
Новозалесье,
Ровеньки,
Трудолюбовка и
ликвидированное село Садовое.

## Географическое положение

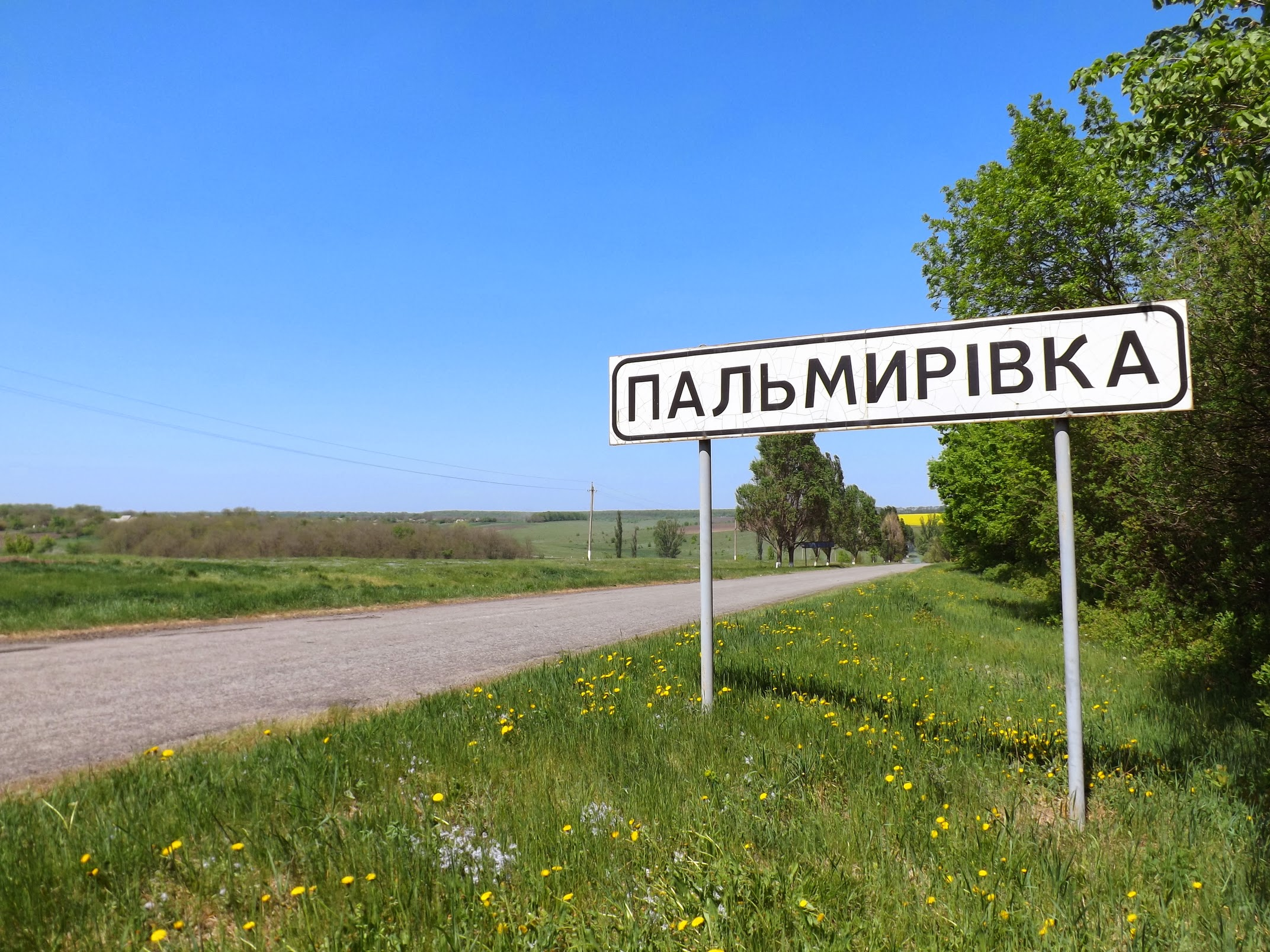
Знак на въезде в с. Пальмировка

Село Пальмировка находится на одном из истоков реки Комиссаровка,
ниже по течению на расстоянии в 0,5 км расположено село Нововасилевка.
Река в этом месте извилистая пересыхает, на ней сделано несколько запруд.

## История
- Дата основания конец XVIII века - начало XIX века.

## Экономика
- ООО «Гран П».

## Объекты социальной сферы
- Школа І-ІІ ст.
- Фельдшерско-акушерский пункт.
- Дом культуры.
- Публичная сельская библиотека - филиал № 23 Пятихатской ЦБС